# Hati
Hati Hróðvitnisson – w mitologii nordyckiej wilk ścigający i podgryzający Mániego – Księżyc. Imię Hati oznacza wroga, a Hróðvitnisson – „syn Potężnego Wilka” – pochodzenie od Fenrira. Wierzono, że gdy Hatiemu udawało się dogonić Maniego, następowało zaćmienie księżyca, stąd jego inne imię – Managarmr. Jego brat, Sköll co dzień w ten sam sposób ścigał Sol – Słońce. Według wierzeń, gdy Hati połknie Księżyc, a jego brat Słońce, nastąpić ma Ragnarök. 